# IKEA Heights
IKEA Heights est une web-série de mélodrame comique créée par Dave Seger, Paul Bartunek, Delbert Shoopman, Spencer Strauss et Tom Kauffman en 2009 pour Channel 101 (en).
Parodie de feuilletons télévisés, la série a la particularité d'avoir été filmée sans autorisation dans le magasin Ikea de Burbank, en Californie.
IKEA Heights met en vedette Randall Park, Whitney Avalon (en) et Matt Braunger (en) sur sept épisodes d'environ 30 minutes.